# 스틸시리즈
스틸시리즈(SteelSeries)는 게이밍 주변기기와 액세서리(헤드셋, 키보드, 마우스, 컨트롤러, 마우스패드 등)를 제조하는 덴마크의 기업이다. 스틸시리즈는 2021년 GN 스토어 노드에 인수되었다.

## 역사
스틸시리즈는 2001년 Jacob Wolff-Petersen에 의해 설립되었다. 이 기업의 원래 사명은 소프트 트레이딩(Soft Trading)이었으며 2007년 스틸시리즈로 변경되었다.

## 파트너십
스틸시리즈는 게이밍 산업의 주요 기업들과 파트너십을 맺어왔으며 여기에는 블리자드 엔터테인먼트, 일렉트로닉 아츠, 휴렛 팩커드, 거나 옵틱스, 밸브 코퍼레이션(스팀 (서비스)), 마이크로-스타 인터내셔널(MSI), 디스코드 등이 있다.